# SBI Mutual Fund
SBI Mutual Fund (SBIMF) ist ein indischer Finanzdienstleister mit Sitz in Mumbai, Indien. Das Unternehmen ist ein Joint Venture zwischen der State Bank of India, der größten indischen Bank, und Amundi, einer europäischen Vermögensverwaltungsgesellschaft. Der Geschäftsbereich ist auf Indien beschränkt.
Eine entsprechende Aktionärsvereinbarung wurde am 13. April 2011 zwischen SBI und Amundi Asset Management geschlossen. Demnach hält die State Bank of India zurzeit 61,98 % der Anteile an SBIMF, 36,40 % der Anteile hält Amundi Asset Management über eine hundertprozentige Tochtergesellschaft, Amundi India Holding, und 1,62 % der Anteile werden von anderen gehalten. Ursprünglich wurde der Anteil der Amundi India Holding von der Société Générale Asset Management S.A. gehalten, einer Tochtergesellschaft der Société Générale, die im Juni 2011 an Amundi übertragen wurde.

## Geschichte
Die Investmentfondsbranche in Indien begann 1963 mit dem Unit Trust of India (UTI) auf Initiative der indischen Regierung und der Reserve Bank of India. Der am 29. Juni 1987 aufgelegte SBI Mutual Fund war der erste Nicht-UTI-Investmentfonds in Indien.
Im Jahre 1991 wurde der SBI Magnum Equity Fund aufgelegt. 1999 wurde mit dem SBI Contra Fund der erste Sektorfonds eröffnet.
2001 war SBIMF am Ketan-Parekh-Skandal beteiligt. Der Anklageschrift des Central Bureau of Investigation (CBI) zufolge kaufte SBI Mutual Fund im Februar 2000 im Rahmen außerbörslicher Geschäfte Aktien von Padmini Technologies. Laut CBI war SBIMF somit am Börsenbetrug von 2001 beteiligt. Die Aktie ist eine von vielen, die angeblich vom betrügerischen Broker Ketan Parekh manipuliert wurden.
Im Juli 2004 beschloss die State Bank of India, 37 Prozent ihrer Anteile an ihrer Investmentfondssparte SBI Funds Management Pvt Ltd. für über 35 Millionen US-Dollar an die Société Générale Asset Management zu veräußern. Nach der Veräußerung sank der Anteil der State Bank of India an der Investmentfondssparte auf 67 %.
Im Jahre 2006 legte SBIMF mit dem Resurgent India Opportunities Fund einen Offshore-Fonds auf. Im Mai 2011 erwarb Amundi im Rahmen einer weltweiten Fusion seines Vermögensverwaltungsgeschäfts mit Crédit Agricole einen Anteil von 37 % an SBI Funds Management, der von Société Générale Asset Management gehalten wurde.
2013 wurde der Daiwa Mutual Fund von der Daiwa Securities Group übernommen und SBI Fund Guru, eine Initiative zur Anlegerbildung, eingeführt. 2018 wurde der Magnum Equity ESG Fund aufgelegt, der erste Umwelt-, Sozial- und Governance-Fonds der Gesellschaft.